# Xã Abington, Quận Montgomery, Pennsylvania
Xã Abington (tiếng Anh: Abington Township) là một xã thuộc quận Montgomery, tiểu bang Pennsylvania, Hoa Kỳ. Năm 2010, dân số của xã này là 55.310 người.